# بنبان (سمك)
البنبان أو السبن (الاسم العلمي: Trachinotus) هو جنس من أسماك المياه المالحة يتبع الفصيلة الشيميات من رتبة شيميات الشكل. وينتمي سمك البنبان إلى فصيلتين مختلفتين: فصيلة الشيم والأستروماتيداي. تعيش المجموعة الأولى أساساً في الأجزاء الدافئة من المحيط الأطلسي وهي تشمل البنبان الإفريقي والبنبان العظيم، الذي ينمو حتى يزيد طوله على 100 سم. أما البنبان المستدير فإنه ينمو حتى يصل طوله إلى 45 سم. وأفضل أنواع البنبان المعروفة، هي بنبان فلوريدا الذي يصل طوله إلى 45 سم ويصل وزنه إلى حوالي 3 كجم. وهو أزرق اللون في جزئه الأعلى وفضي أو ذهبي خفيف فيما تحت ذلك. أما جسمه فهو مفلطح متطاول. وهو يتغذى بالأسماك الصدفية التي يجدها في قاع المحيط.
والنوع الآخر من البنبان هو بنبان المحيط الهادئ، ويعيش بعيدًا عن الساحل الغربي لأمريكا الشمالية، حيث يتغذى بالأسماك الصدفية الصغيرة. ويصل طول البنبان الذي يعيش في المحيط الهادئ، إلى 25 سم، ولونه أزرق فضي من أعلى وفضي خالص من أسفل، وله جسم مفلطح، وذيل على شكل شوكة. وأسماك البنبان لها قيمة غذائية كبيرة، ويفضل الناس نكهتها الغنية. ويتم صيد البنبان، بأعداد كبيرة عن طريق الشباك.